# Копієвський Віктор Валерійович
Віктор Валерійович Копієвський (нар. 20 жовтня 1990) — український футбольний арбітр. Представляє місто Кропивницький.

## Біографія
2005 року розпочав арбітраж аматорів регіональних змагань, з 2008 року — чемпіонату серед аматорів, з 2012 року — другої ліги, з 2016 року — першої ліги. З 2017 року обслуговує матчі Прем'єр-ліги, першим із яких став поєдинок 5 серпня між «Карпатами» та «Сталлю» (Кам'янське) (3:1) у 4-му турі сезону 2017/18, в якій він показав 10 жовтих карток і одну червону Олегу Голодюку.
30 жовтня 2019 року він вперше працював на «класичному дербі» у Києві, де в рамках 1/8 фіналу Кубка України київське «Динамо» у додатковий час перемогло донецький «Шахтар» (2:1). У тій грі арбітр вилучив з поля двох гравців — Володимира Шепелєва у киян і Тараса Степаненка у «гірників».
У грудні 2019 року отримав звання Найкращого арбітра України 2019 року.

## Скандали
20 лютого 2021 року під час гри ФК «Львів» з ковалівським «Колосом», як головний суддя матчу, після сигналу резервного судді матчу, арбітра ФІФА Миколи Кривоносова показав керманичу господарів Віталієві Шумському жовту картку за те, що той попросив резервного суддю розмовляти з ним українською мовою.

## Особисте життя
Освіта — вища. Закінчив Центральноукраїнський національний технічний університет у Кропивницькому.